# Кер, Ганс
Ганс Кер (нем. Hans Kehr; 27 апреля 1862 — 20 мая 1916) — немецкий хирург. Сын немецкого педагога Карла Кера.

## Биография
Учился в Йене, Галле, Фрайбурге, Берлине, в 1884 получил степень доктора медицины. С 1888 работал директором частной хирургической поликлиники в Гальберштадте.

## Научная деятельность
Кер много работал в области хирургии желчных протоков, которой посвящены две его работы:
- «Хирургическое лечение желчекаменной болезни» (нем. «Die chirurgische Behandlung der Gallensteinkrankheit», 1896, русский перевод 1903)
- «Руководство по изучению диагностики односторонней формы желчекаменной болезни» (нем. «Anleitung zur Erlernung der Diagnostik der einzelnen Formen der Gallensteinkrankheit», Берлин, 1899).

Из других работ заслуживают упоминания статьи «Лечебное питание до и после операции» (нем. «Die Ernährungstherapie vor und nach den Operationen», в «Руководстве по лечебному питанию» Лейдена) и «Хирургия печени, желчных путей, селезёнки и поджелудочной железы» (нем. «Die Chirurgie der Leber, Gallenwege, Milz und Pankreas», в «Руководстве по практической хирургии» Бергмана, Брунса и Микулича, а также многочисленные работы о нефрэктомии, гастроэнтеростомии и др. Кер был особо известен в своё время своими операциями на желчных путях.